# Shelby Cannon
Shelby Cannon (* 19. August 1966 in Hattiesburg, Mississippi) ist ein ehemaliger US-amerikanischer Tennisspieler, der hauptsächlich im Doppel und Mixed erfolgreich war.

## Leben
Cannon besuchte die University of Tennessee und wurde drei Mal in die Bestenauswahl All-American gewählt. 1987 erreichte er das Viertelfinale der NCAA-Meisterschaften, unter anderem durch einen Sieg über den topgesetzten Richey Reneberg. Nachdem er 1988 an der Seite von Greg Van Emburgh bereits die Challenger-Turniere von Las Vegas und Acapulco gewinnen konnte, wurde er 1989 Tennisprofi und stand noch im gleichen Jahr im Doppelfinale der Kanada Masters. Im darauf folgenden Jahr gewann er mit  Alfonso Mora in São Paulo seinen ersten Doppeltitel auf der ATP World Tour. Im Laufe seiner Karriere konnte er drei ATP-Doppeltitel erringen, darunter beim ATP Championship Series-Turnier von Barcelona. Eine Woche nach diesem Turniersieg zog er sich im Doppelfinale von Nizza eine Schulterverletzung zu und musste aufgeben. Er konnte jedoch seine Karriere fortsetzen. Seine höchste Notierung in der Tennis-Weltrangliste erreichte er 1987 mit Position 318 im Einzel sowie 1993 mit Position 27 im Doppel.
Als Einzelspieler bekam er zweimal eine Wildcard für das Hauptfeld der US Open, er schied aber jeweils in der ersten Runde aus. In der Doppelkonkurrenz waren seine besten Grand-Slam-Ergebnisse das Erreichen des Viertelfinals der Australian Open und in Wimbledon. Viermal stand er im Achtelfinale der US Open. 1989 gewann er an der Seite von Robin White die Mixed-Konkurrenz der US Open durch einen Finalsieg über Meredith McGrath und Rick Leach.

## Erfolge
| Legende                           |
| Grand Slam (1)                    |
| Tennis Masters Cup                |
| ATP Masters Series                |
| ATP International Series Gold (1) |
| ATP International Series (2)      |
| ATP Challenger Tour (6)           |

### Doppel

#### Turniersiege

##### ATP Tour
| Nr. | Datum            | Turnier   | Belag   | Partner          | Finalgegner                         | Ergebnis      |
| --- | ---------------- | --------- | ------- | ---------------- | ----------------------------------- | ------------- |
| 1.  | 22. Oktober 1990 | São Paulo | Teppich | Alfonso Mora     | Mark Koevermans Luiz Mattar         | 6:7, 6:3, 7:6 |
| 2.  | 15. Juni 1992    | Genua     | Sand    | Greg Van Emburgh | Paul Haarhuis Mark Koevermans       | 6:1, 6:1      |
| 3.  | 5. April 1993    | Barcelona | Sand    | Scott Melville   | Sergio Casal Emilio Sánchez Vicario | 7:6, 6:1      |

##### Challenger Tour
| Nr. | Datum             | Turnier         | Belag     | Partner          | Finalgegner                       | Ergebnis      |
| --- | ----------------- | --------------- | --------- | ---------------- | --------------------------------- | ------------- |
| 1.  | 10. Oktober 1988  | Las Vegas       | Hartplatz | Greg Van Emburgh | Julian Barham Peter Wright        | 6:2, 6:0      |
| 2.  | 7. November 1988  | Acapulco        | Hartplatz | Greg Van Emburgh | Luis-Enrique Herrera Javier Ordaz | 6:3, 6:4      |
| 3.  | 13. November 1989 | Rio de Janeiro  | Hartplatz | Charles Beckman  | Dácio Campos Luiz Mattar          | 6:3, 6:2      |
| 4.  | 1. Oktober 1990   | Manaus          | Hartplatz | Alfonso Mora     | Ricardo Acioly Mauro Menezes      | 7:6, 6:4      |
| 5.  | 30. März 1992     | Parioli         | Sand      | Greg Van Emburgh | Luis Lobo Daniel Orsanic          | 7:6, 6:4      |
| 6.  | 1. April 1996     | West Bloomfield | Hartplatz | Rikard Bergh     | David Ekerot Stephen Noteboom     | 6:6, 6:1, 6:4 |

#### Finalteilnahmen
| Nr. | Datum            | Turnier           | Belag     | Partner           | Finalgegner                       | Ergebnis      |
| --- | ---------------- | ----------------- | --------- | ----------------- | --------------------------------- | ------------- |
| 1.  | 20. August 1989  | Montreal          | Sand      | Charles Beckman   | Kelly Evernden Todd Witsken       | 3:6, 3:6      |
| 2.  | 4. Februar 1991  | Guarujá           | Hartplatz | Greg Van Emburgh  | Olivier Delaître Rodolphe Gilbert | 6:7, 4:6      |
| 3.  | 4. Januar 1993   | Doha (1)          | Hartplatz | Scott Melville    | Boris Becker Patrik Kühnen        | 2:6, 4:6      |
| 4.  | 12. April 1993   | Nizza             | Sand      | Scott Melville    | David Macpherson Laurie Warder    | 4:3 aufgg.    |
| 5.  | 9. Januar 1994   | Doha (2)          | Hartplatz | Byron Talbot      | Olivier Delaître Stéphane Simian  | 3:6, 3:6      |
| 6.  | 23. Oktober 1995 | Santiago de Chile | Sand      | Francisco Montana | Jiří Novák David Rikl             | 4:6, 6:4, 1:6 |

### Mixed

#### Turniersiege
| Nr. | Datum           | Turnier | Belag     | Partnerin   | Finalgegner                 | Ergebnis      |
| --- | --------------- | ------- | --------- | ----------- | --------------------------- | ------------- |
| 1.  | 28. August 1989 | US Open | Hartplatz | Robin White | Meredith McGrath Rick Leach | 3:6, 6:2, 7:5 |